# Juan Carlos Nuñes
Juan Carlos Nuñes (17 de febrero de 1958), más conocido como Nuñes, es un dibujante e historietista argentino, creador del personaje Pepo en la provincia de Misiones y humorista gráfico de actualidad en el diario Primera Edición.

## Pepo
Nuñes describe al conocido personaje misionero Pepo:

El Pepo es un posadeño más que vive lo que todos vivimos y es el portavoz de otros, es ‘gente como uno’.
Juan Carlos Nuñes. (Entrevista en Diario Primera Edición)  (3 de enero de 2010)

## Teo
El dibujante Nuñes también es el creador de Teo, un personaje basado en un niño con síndrome de down, que formó parte de la campaña «Yo igual a vos» y que publica los martes el diario Primera Edición en sus suplementos. Fue la primera historieta misionera que abordó la cuestión.
La Defensoría de los Derechos de Niños, Niñas y Adolescentes de Misiones reconoció a esta historieta y a la tarea que muchas otras personas realizan en pro de la infancia y la adolescencia en la provincia, entre ellas al trabajo de Nuñes como el creador de Teo.
En 2018, Nuñes fue reconocido por un grupo de padres de niños con el síndrome de down y el Concejo Deliberante de Posadas por su trabajo social a través de las caricaturas y mensajes de Teo en el periódico provincial donde trabaja.